# Malacosoma neustria

Malacosoma neustria (Linnaeus 1758) је врста ноћног лептира (мољца) из породице Lasiocampidae.

## Распрострањење и станиште
M. neustria је распрострањена широм Европе, Велике Британије, Азије и Северне Африке. У Србији је широко распрострањена, од низијских подручја до висина од 1500 метара надморске висине. Насељава ивице шума, жбунасту вегетацију, травњаке богате жбуњем и вегетацију поред путева.

## Опис
Лептир је прилично уједначене браон боје, може имати две светлије или тамније пруге које иду преко предњих крила. На глави имају чуперак. Распон крила је од 26 до 44 mm. Гусенице су браон боје са јарким плавим, наранџастим и белим пругама, дужине од 40 до 55 mm. Гусенице живе у групама и праве свилене мреже. Пред сам прелазак у наредни стадијум разилазе се и живе солитарно до преображаја.Лептир лети од јуна до почетка августа, а гусенице се могу срести од априла до јуна. Јавља се једна генерација годишње. Гусеница се храни биљкама из родова Malus, Pyrus, Prunus, Salix, Carpinus, Tilia и Quercus. Врста презимљава у стадијуму јајета.

## Галерија
- лептир
- јаја
- гусеница
- гусеница
- гусеница
- лутка
- лептир

## Синоними
- Malacosoma neustrium Linnaeus, 1758